# 61e cérémonie des Motion Picture Sound Editors Awards
La 61e cérémonie des Motion Picture Sound Editors Awards (MPSE Awards) ou Golden Reel Awards, décernés par la guilde des Motion Picture Sound Editors, a eu lieu le 16 février 2014 et a récompensé les films de cinéma et de télévision diffusés en 2013.

## Palmarès

### Cinéma

#### Meilleur montage son d'un film d'animation
- Epic : La Bataille du royaume secret (Epic)
  - L'Île des Miam-nimaux : Tempête de boulettes géantes 2 (Cloudy with a Chance of Meatballs 2)
  - Les Croods (The Croods)
  - Moi, moche et méchant 2 (Despicable Me 2)
  - Earnest & Celestine
  - La Reine des neiges (Frozen)
  - Monstres Academy (Monsters University)
  - Planes

#### Meilleur montage son d'un film documentaire
- Dirty Wars
  - 1
  - 20 Feet From Stardom
  - CinemAbility
  - Good Ol’ Freda
  - Muscle Shoals
  - Rising From Ashes
  - Sound City

#### Meilleur montage son d'un film en langue étrangère
(ex-aequo)
- Le Passé •  France
- The Grandmaster (一代宗师) •  Hong Kong
  - La Vie d'Adèle •  France
  - Wadjda (وجدة) •  Arabie saoudite /  Allemagne

#### Meilleur montage son de la musique de film
- Gatsby le Magnifique (The Great Gatsby)
  - Twelve Years a Slave
  - 47 Ronin
  - American Bluff (American Hustle)
  - Gravity
  - Le Hobbit : La Désolation de Smaug (The Desolation of Smaug)
  - Mandela : Un long chemin vers la liberté (Mandela: Long Walk to Freedom)
  - World War Z

#### Meilleur montage son de la musique d'un film musical
- La Reine des neiges (Frozen)
  - Inside Llewyn Davis
  - Justin Bieber’s Believe
  - Metallica Through the Never

#### Meilleur montage son de dialogue
- Capitaine Phillips (Capitaine Phillips)
  - Twelve Years a Slave
  - American Bluff (American Hustle)
  - Un été à Osage County (August: Osage County)
  - Gravity
  - Her
  - Inside Llewyn Davis
  - Du sang et des larmes (Lone Survivor)

#### Meilleur montage son d'effets spéciaux
- Gravity
  - Twelve Years a Slave
  - All Is Lost
  - Capitaine Phillips (Capitaine Phillips)
  - Fast and Furious 6
  - Le Hobbit : La Désolation de Smaug (The Desolation of Smaug)
  - Iron Man 3
  - Du sang et des larmes (Lone Survivor)

### Télévision

#### Meilleur montage son musical dans une série
- Le Trône de fer (Game of Thrones)
  - Arrested Development
  - Borgia
  - Les Experts (CSI: Crime Scene Investigation)
  - The Good Wife
  - Hostages
  - Marvel’s Agents of S.H.I.E.L.D.

#### Meilleur montage son musical dans une série musicale
- Peg + Cat
  - Glee
  - Nashville
  - The Neighbors
  - Smash 207 – Musical Chairs

#### Meilleur montage son court de dialogue
- Le Trône de fer (Game of Thrones)
  - American Horror Story (Épisodes: Coven)
  - Boardwalk Empire
  - Breaking Bad (Épisode: To’hajiilee)
  - Family Tree
  - House of Lies (Épisode: 204)
  - The Newsroom
  - The Walking Dead

#### Meilleur montage son long de dialogue
- The Bridge
  - Bonnie and Clyde: Dead and Alive
  - Dancing on the Edge
  - Mob City
  - Sons of Anarchy (Épisode: Mad King)

#### Meilleur montage son court d'effets spéciaux
- Breaking Bad (Épisode: Felina)
  - Boardwalk Empire
  - The Borgias (Épisode: The Face of Death)
  - Homeland
  - Le Trône de fer (Game of Thrones)
  - Once Upon a Time in Wonderland
  - Vikings (Saison 1)
  - The Walking Dead

#### Meilleur montage son long d'effets spéciaux
- Sons of Anarchy (Épisode: Salvage)
  - La Bible (The Bible)
  - Borealis
  - Defiance
  - Killing Kennedy

#### Meilleur montage son dans une série d'animation
- Mes parrains sont magiques (Fairly Odd Parents)
  - Souvenirs de Gravity Falls (Gravity Falls)
  - Star Wars: The Clone Wars
  - Monster High
  - Phinéas et Ferb (Phineas and Ferb)
  - Les Tortues Ninja (Teenage Mutant Ninja Turtles)
  - Tron : La Révolte (Tron: Uprising)
  - TUFF Puppy

#### Meilleur montage son musical dans un téléfilm musical
- History of the Eagles
  - Smash
  - Teen Beach Movie

#### Meilleur montage son dans un documentaire court
- North America
  - Through the Wormhole with Morgan Freeman
  - 30 Days In May

#### Meilleur montage son dans un documentaire long
- Deadliest Catch: The Final Battle
  - 30 for 30 BIG SHOT
  - Manhunt

### DVD

#### Meilleur montage son d'un film sorti directement en Dvd
- Édition unique Marvel : Agent Carter
  - The Baytown Outlaws : Les Hors-la-loi (The Baytown Outlaws)
  - Empire State
  - Evidence
  - Suspect (The Frozen Ground)
  - Sawney

#### Meilleur montage son d'un film d'animation sorti directement en Dvd
- Batman: The Dark Knight Returns (Batman: The Dark Knight Returns, Part 2)
  - Koala Kid
  - Superman contre Brainiac (Superman: Unbound)

### Récompenses spéciales
- MPSE Career Achievement Award : Randy Thom